# Винохради на Ваху
Винохради на Ваху (слч. Vinohrady nad Váhom) насељено је мјесто са административним статусом сеоске општине (слч. obec) у округу Галанта, у Трнавском крају, Словачка Република.

## Становништво
| Година:    | 1994. | 2004.   | 2014.   | 2024.   |
| ---------- | ----- | ------- | ------- | ------- |
| Број људи: | 1445  | 1515    | 1538    | 1678    |
| Разлика:   |       | +4,84 % | +1,51 % | +9,10 % |

| Година:    | 2023. | 2024.   |
| ---------- | ----- | ------- |
| Број људи: | 1669  | 1678    |
| Разлика:   |       | +0,53 % |

Према подацима о броју становника из 2011. године насеље је имало 1.574 становника.